# 스콧 뉴스태터

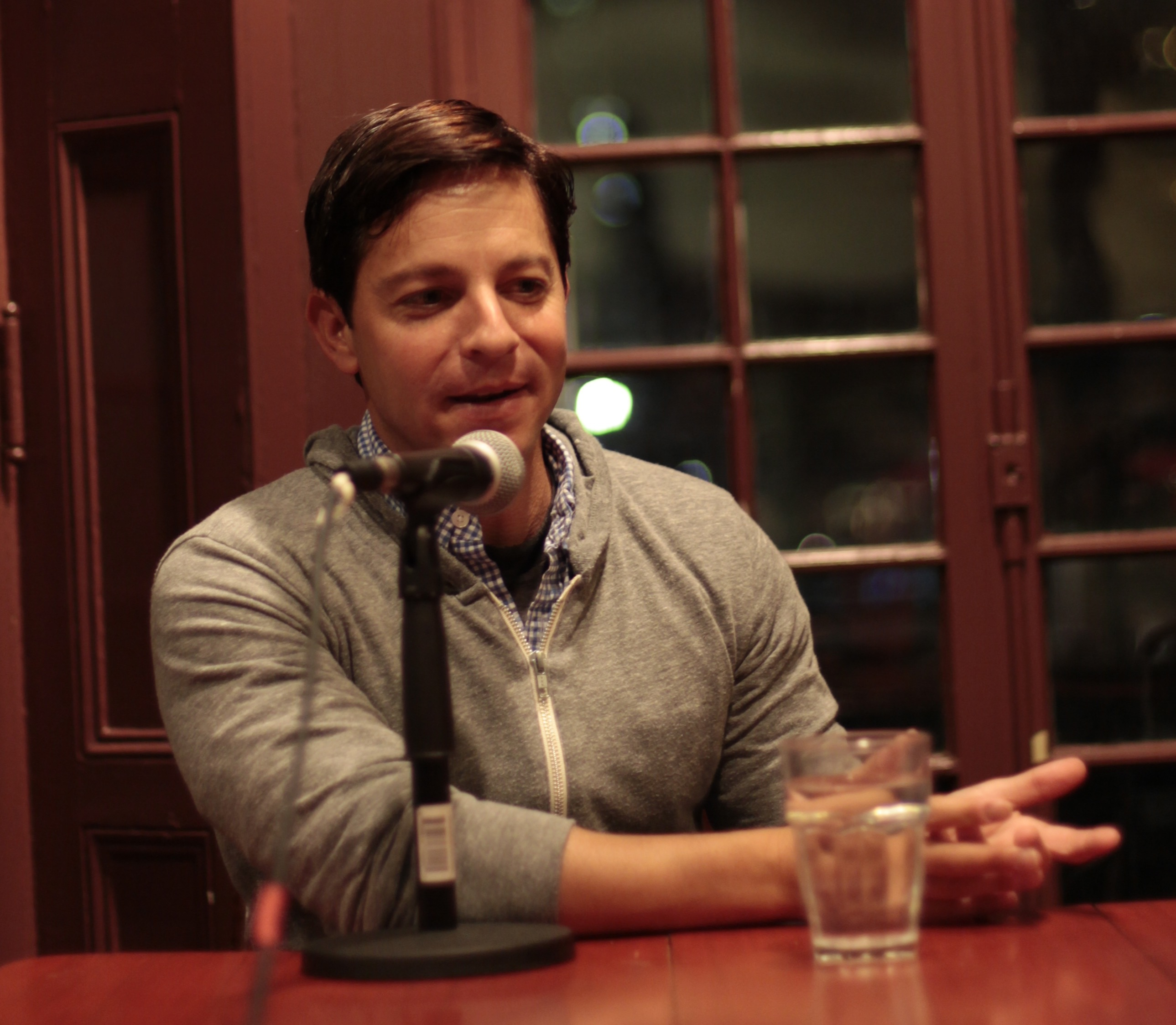

스콧 뉴스태터(Scott Eric Neustadter, 1977년 ~ )는 미국의 각본가이다.
마이클 H. 웨버와 함께 일을 하는 경우가 많으며, 마이클과 공동으로 각본을 쓴 《500일의 썸머》는 제14회 새틀라이트상 각본 부문상을 받았다. 2013년 영화 《스펙타큘라 나우》도 높은 평가를 받았다.